# Andrzej Chyra
Andrzej Chyra (nacido el 27 de agosto de 1964) es un actor polaco y miembro de la Academia de Cine Polaca y de la Academia de Cine Europeo.

## Vida y carrera
Se graduó en la escuela secundaria y en 1987 se graduó en la Escuela de Teatro de Interpretación de Varsovia. En 1994 se especializó en dirección en la misma universidad.
Debutó en el cine en 1993, con el papel de Benvollo en la película Order of Affection, dirigida por Radosław Piwowarski. El papel más importante hasta el momento que le dio reconocimiento fue el de Gerard Nowak en la película de 1999 Dług de Krzysztof Krauze, por la que recibió el premio al Mejor Actor en el Festival de Cine Polaco de Gdynia. El éxito se repitió en 2005, cuando recibió el premio PFF Gdynia por su papel en Komornik. También fue nominado en 2006 por su papel en la película Wszyscy jesteśmy Chrystusami.

## Filmografía

### Películas
- 1988 – Decalogue IV (miniserie de televisión) - Estudiante de teatro (sin acreditar)
- 1993 – Kolejność uczuć - Actor que interpreta a Benvoll
- 1994 – Zawrócony (película de televisión) - Sacerdote
- 1999 – Dług - Gerard Nowak
- 1999 – Kallafiorr
- 2000 – Gra
- 2000 – Wyrok na Franciszka Kłosa
- 2001 – Pieniądze to nie wszystko
- 2001 – Przedwiośnie
- 2001 – Where Eskimos Live
- 2001 – Wiedźmin
- 2003 – Pogoda na jutro
- 2003 – Powiedz to, Gabi
- 2003 – Siedem przystanków na drodze do raju
- 2003 – Simetría
- 2003 – Zmruż oczy
- 2004 – Ono
- 2004 – Tulipany
- 2005 – Komornik
- 2005 – Persona Non Grata
- 2006 – Palimpsest
- 2006 – S@motność w sieci
- 2006 – Strike
- 2006 –
- 2007 – Katyń
- 2008 – Magiczne drzewo
- 2008 – Nieruchomy poruszyciel
- 2009 – Wszystko co kocham
- 2009 – Zdjęcie
- 2010 – Mistyfikacja
- 2012 - Land of Oblivion
- 2013 - In the Name Of
- 2013 - Lasting
- 2013 - Amarás al prójimo
- 2015 - 11 minutos
- 2016 - Estados Unidos del Amor
- 2017 - Frost
- 2017 - Beyond Words
- 2018 - Un pueblo y su rey
- 2019 - Listen to the Universe
- 2020 - Doctor Lisa
- 2020 - Nunca volverá a nevar
- 2020 - Kill It and Leave This Town (voz)
- 2021 - All Our Fears
- 2021 - The Wedding

### Televisión
- 1996 – Bar "Atlantic"
- 1996 – Honor dla niezaawansowanych
- 1997 – Boża podszewka
- 1997 – Zaklęta
- 1998 – Miodowe lata
- 2000–2001 – Miasteczko
- 2000 – Twarze i maski
- 2002 – Przedwiośnie
- 2002 – Wiedźmin
- 2003–2005 – Defekt
- 2003 – Zaginiona
- 2004–2005 – Oficer
- 2006 – Oficerowie
- 2006 – S@motność w sieci
- 2007 – Cztery poziomo
- 2015  – Arne Dahl: En midsommarnattsdröm
- 2022 – Cracow Monsters
- 2023 – A Girl and an Astronaut[4]